# Бойченко, Иван Васильевич (философ)
Иван Васильевич Бойченко (укр. Іван Васильович Бойченко; 2 августа 1948, с. Остров (ныне в Розвадовской общине Стрыйского района Львовской области Украины) — 24 октября 2007, Киев) — украинский и советский философ, специалист в области философии истории и методологии науки. Педагог. Доктор философских наук (1991), профессор (с 1994). Академик Академии политических наук Украины. Отличник образования Украины.

## Биография
В 1971 г. окончил Киевский университет. Работал в Институте философии АН Украины (затем НАНУ):
В 1974—1983 г. — младшим научным сотрудником, в 1983—1987 г. — старшим научным сотрудником, в 1987—1989 г. — ведущим научным сотрудником, в 1989—2001 г. — руководителем научно-исследовательской группы (1999—2001 г. — по совмест.); с 1999 г. — профессор кафедры философии гуманитарных наук философского факультета Киевского университета; одновременно в 1991—1997 г. — преподаватель, в 1998—2001 г. — заведующим кафедрой гуманитарных наук, с 2001 г. — проректор по научной работе Киевского института бизнеса и технологий.

Памятник на могиле философа Ивана Бойченко на Берковецком кладбище Киева

Похоронен на Берковецком кладбище Киева.

## Научная деятельность
Занимался исследованием вопросов методологии социально-гуманитарного познания, философии истории. Обосновал монадологический подход в философии истории.
Автор ряда работ и учебников.

### Избранные публикации
- Методологическая роль исторического материализма в анализе форм социального знания. 1982;
- Методологические проблемы общественных наук. 1985 (в соавт.);
- Методологические проблемы социального познания. 1987 (в соавт.);
- Категориальный аппарат исторического материализма: методологическая функция. 1987;
- Социальное познание: принципы, формы, функции. 1989 (в соавт.);
- Філософія історії: предмет, напрями, детерміністські та ігрові концепції. 1995 (в соавт.);
- Суспільні закони та їх дія. 1995 (в соавт.);
- Філософія: Підручник. 1997 (в соавт.);
- Цивілізація та історія. 1999 (в соавт.);
- Філософія історії: Підручник. 2000 (Премия Киевского национального университета имени Тараса Шевченко);
- Філософія: Підручник. 2001 (в соавт.)
- Філософія незалежної України: витоки, напрямки, представники. 2013